# Mohapi Ntobo
Mohapi Ntobo (ur. 7 maja 1984) – sotyjski piłkarz występujący na pozycji obrońcy.

## Kariera klubowa
Ntobo występuje w pierwszoligowym klubie z Lesotho, Matlama FC.

## Kariera reprezentacyjna
Ntobo ma za sobą występy w reprezentacji Lesotho. Grał między innymi na turniejach COSAFA Cup 2005 i COSAFA Cup 2006. W kadrze narodowej od 2003 do 2008 wystąpił 9 razy.